# Франческо Ла Роза
Франческо Ла Роза (італ. Francesco La Rosa; 9 грудня 1926, Мессіна — 8 квітня 2020, Мілан) — італійський футболіст, що грав на позиції нападника.
Виступав, зокрема, за «Про Патрію», а також національну збірну Італії.

## Клубна кар'єра
У дорослому футболі дебютував 1947 року виступами за нижчолігову команду «Лавено-Момбелло», в якій провів два сезони.
Своєю грою за цю команду привернув увагу представників тренерського штабу клубу Серії А «Про Патрії», до складу якої приєднався влітку 1949 року. Відіграв за команду з містечка Бусто-Арсіціо наступні три сезони своєї ігрової кар'єри. Більшість часу, проведеного у складі «Про Патрія», був основним гравцем атакувальної ланки команди.
З 1952 року по сезону Ла Роза провів у клубах «Трієстина» та «Палермо», після чого 1954 року повернувся до «Про Патрії». Цього разу провів у складі команди ще три сезони.
Завершив професійну ігрову кар'єру у клубі «Сондріо», за команду якого виступав протягом 1957—1961 років.

## Виступи за збірну
16 липня 1952 року дебютував в офіційних матчах у складі національної збірної Італії в рамках футбольного турніру на Олімпійських іграх 1952 року у Гельсінкі, розгромивши збірну США (8:0). 21 липня Франческо провів свій другий матч на турнірі, в якому Італія поступилась угорцям 0:3 і вилетіла зі змагань. Після цього більше за збірну Ла Роза не грав.
| Дата       | Місто     | Господарі | Результат | Гості  | Турнір  | Голи | Примітки |
| ---------- | --------- | --------- | --------- | ------ | ------- | ---- | -------- |
| 16/07/1952 | Тампере   | США       | 0 – 8     | Італія | ОІ 1952 | -    |          |
| 21/07/1952 | Гельсінкі | Угорщина  | 3 – 0     | Італія | ОІ 1952 | -    |          |
| Усього     |           | Матчів    | 2         |        | Голів   | 0    |          |